# Круглогубці

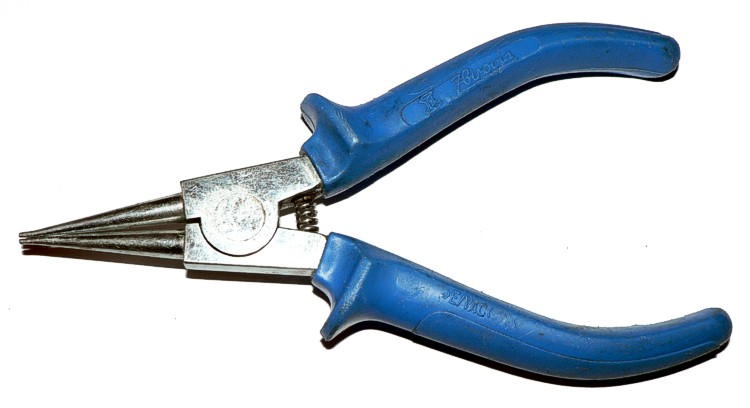
Круглогубці з конічними губками

Круглогу́бці — щипці з кінцями (губками) круглого перерізу. Призначаються переважно для електромонтажних робіт, де за допомогою їх формують петлі на кінці дроту, і для монтажу електроніки. Також їх використовують у ювелірній справі.
Губки круглогубців за формою можуть бути конічними (дедалі вужчими до кінців) і циліндричними (однаковими по всій довжині).